# Talang Curup (Pagar Jati)
Talang Curup is een bestuurslaag in het regentschap Bengkulu Tengah van de provincie Bengkulu, Indonesië. Talang Curup telt 227 inwoners (volkstelling 2010).